# Rosaidi Robles
Rosaidi Robles Naranjo (* 1. April 2001) ist eine kubanische Leichtathletin, die sich auf den Stabhochsprung spezialisiert hat.

## Werdegang
Erste internationale Erfahrungen sammelte Rosaidi Robles im Jahr 2018, als sie bei den Olympischen Jugendspielen in Buenos Aires auf den zehnten Platz gelangte. Im Jahr darauf blieb sie bei den Panamerikanischen Spielen in Lima ohne eine Höhe und 2021 belegte sie bei den erstmals ausgetragenen Panamerikanischen Juniorenspielen in Cali mit übersprungenen 3,80 m den siebten Platz. 2023 gelangte sie bei den Zentralamerika- und Karibikspielen in San Salvador mit 3,90 m auf den sechsten Platz.
2023 wurde Robles kubanische Meisterin im Stabhochsprung.